# Myristica perlaevis
Myristica perlaevis är en tvåhjärtbladig växtart som beskrevs av W.J. de Wilde. Myristica perlaevis ingår i släktet Myristica och familjen Myristicaceae. Inga underarter finns listade i Catalogue of Life.